# 宮林線

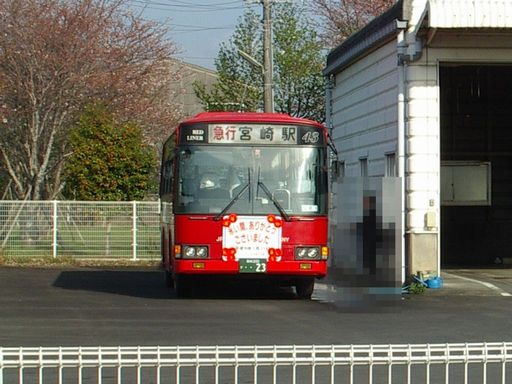
小林駅横の車庫（宮林線）

宮林線（きゅうりんせん）は、日本国有鉄道自動車局（国鉄バス）・九州旅客鉄道（JR九州）・ジェイアール九州バス（宮崎支店）が運行していた自動車路線である。
宮崎県小林市の小林駅から宮崎県旧野尻町（現・小林市）を経て、宮崎県宮崎市の宮崎駅までを結んでいた。
2000年代に入って宮崎支店唯一の一般路線バスであり、2002年に宮崎交通が宮交バスカを導入したが、当路線では導入しないまま2004年3月31日に廃止。
本項目では、運行を担当していた宮崎自動車営業所・宮崎支店についても記述する。

## 概説
本路線は、改正鉄道敷設法の別表第125号に該当する予定線であった。日豊本線・吉都線が都城経由となったことから、宮崎-小林間を短絡する目的をもって開設されたもので、鉄道線の先行・短絡という使命の下、1934年（昭和9年）10月1日に宮崎駅～小林駅間が省営バスとして開設された。
本線は橘橋南詰側であるものの、宮崎大橋の開通により大橋経由が運行便のほとんどを占めるようになった。
国鉄分割民営化に際して、一部の支線が廃止されたが、JR九州に承継された本線などは比較的利用が多く、当初は有望視されていた。しかしながら、1990年代以降、沿線人口の過疎化や自家用車等への利用者逸走により利用が減少し、本線系についても廃止に至ることとなった。
廃止間際まで宮崎交通の宮崎空港～えびの高原線と競合ではあったものの、宮崎交通は特急として、宮林線は各駅停車として住み分けができていた。また競合区間に限り回数券が相互利用できた。

## 廃止時点での運行系統
- 宮崎駅～大橋3丁目～花見～日向高岡～漆野原～小林駅
  - なお、この路線は大半が急行便（ただし、小林駅～日向高岡間は各駅停車）として運行していた。

- 宮崎駅～大橋3丁目～花見～日向高岡～瀬越～一里山
- 宮崎駅～橘橋南詰～花見～日向高岡～日向川口～一里山
  - 橘橋南詰経由では、宮崎駅行きは大淀小前、高岡方面は大淀中前と経路が異なる。
  - 瀬越は上田の平から入り、瀬越で折り返しで上田の平まで戻り本線に復帰する。

- 小林高校～小林駅～野尻町～漆野原～一里山

以下の区間は、廃止の際に宮崎交通に引き継がれなかったもの。
- 野尻町～内畑
- 紙屋大橋～堀切口～久木野口[注釈 1]

なお、廃止直前の運行頻度は宮崎～小林間の急行便が10往復であった以外は、1日1往復～1週間に1便程度であった。

## 2000年以前に廃止された路線
- 東原口～高原
- 内畑～東原口～高崎新田駅
- 吉松駅～小林駅
- 日向高岡～穆佐校前～宮水流

現在では、宮崎交通や各自治体が運行している。

## 自動車駅
- 日向高岡駅（現存しない）

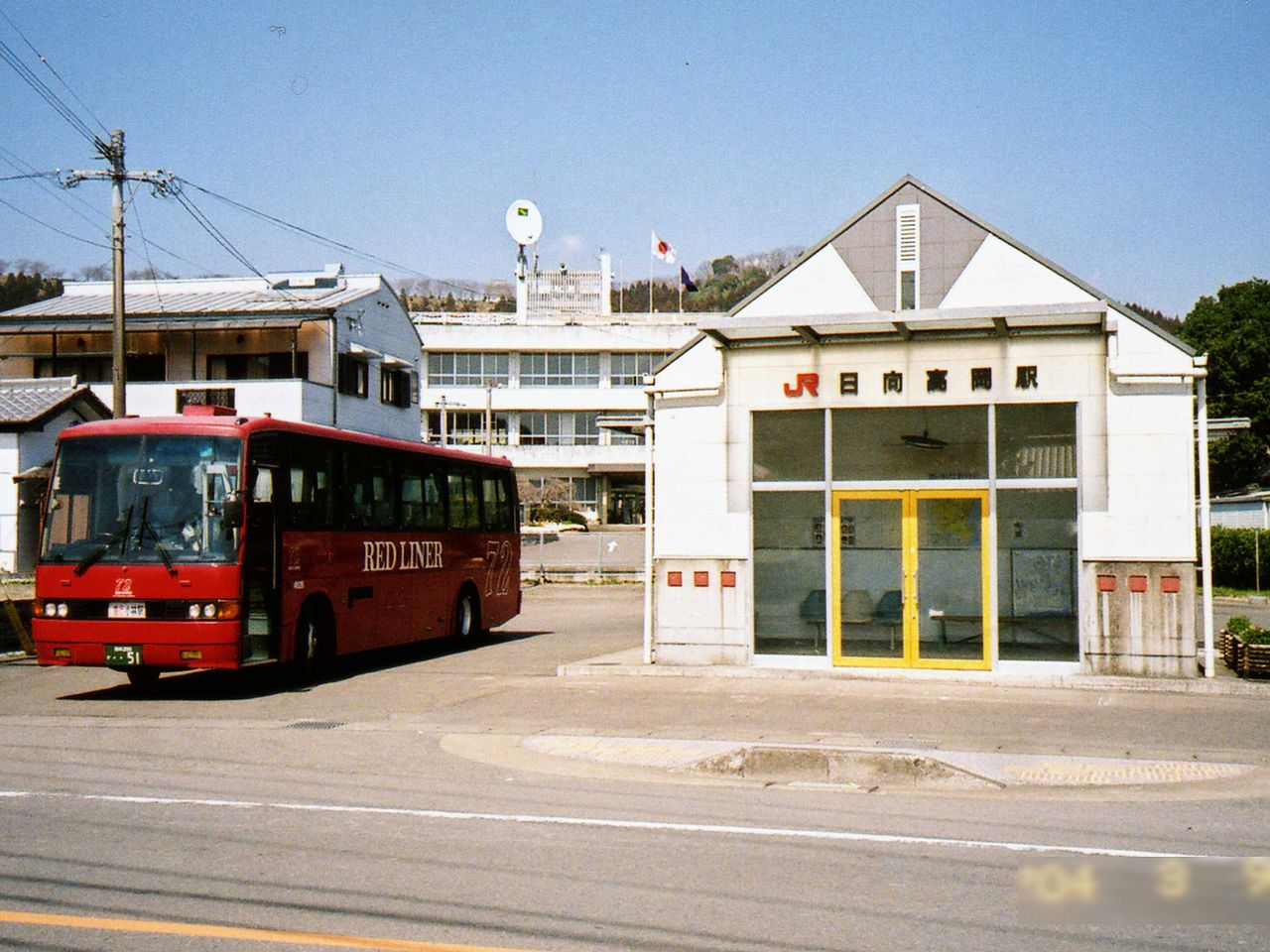
日向高岡駅（宮林線）644-6926

自動車駅ではないが、野尻町発内畑行きのバスは野尻町バス停近くの駐車場から発車していた。
また、廃止直前まで小林駅横と野尻町にバスが駐泊していた。国鉄時代、小林には宮崎自動車営業所の支所が置かれていたが、国鉄時代末期の1985-1986年頃に本所に統合され、車両駐泊・乗務員待機機能が残されたものである。

## 廃止後
宮崎市と小林市を結んでいた競合路線として宮崎交通の路線があったが、当路線廃止に伴い特急から各駅停車（実際は一部バス停通過）に格下げした。ただし、両社の間でバス停や名称が異なっていたが宮崎交通のバス停に準じた。また、バス停もJRバス時代のバス停（鉄製）を流用したが、随時宮崎交通の標準タイプ（木製）に置き換わりつつある。
また代替後、事実上の運行本数削減による混雑などの影響で常時遅れが出る状態となった。このため宮崎交通では別路線の利用を促したり、一部経路を変更することとなった。

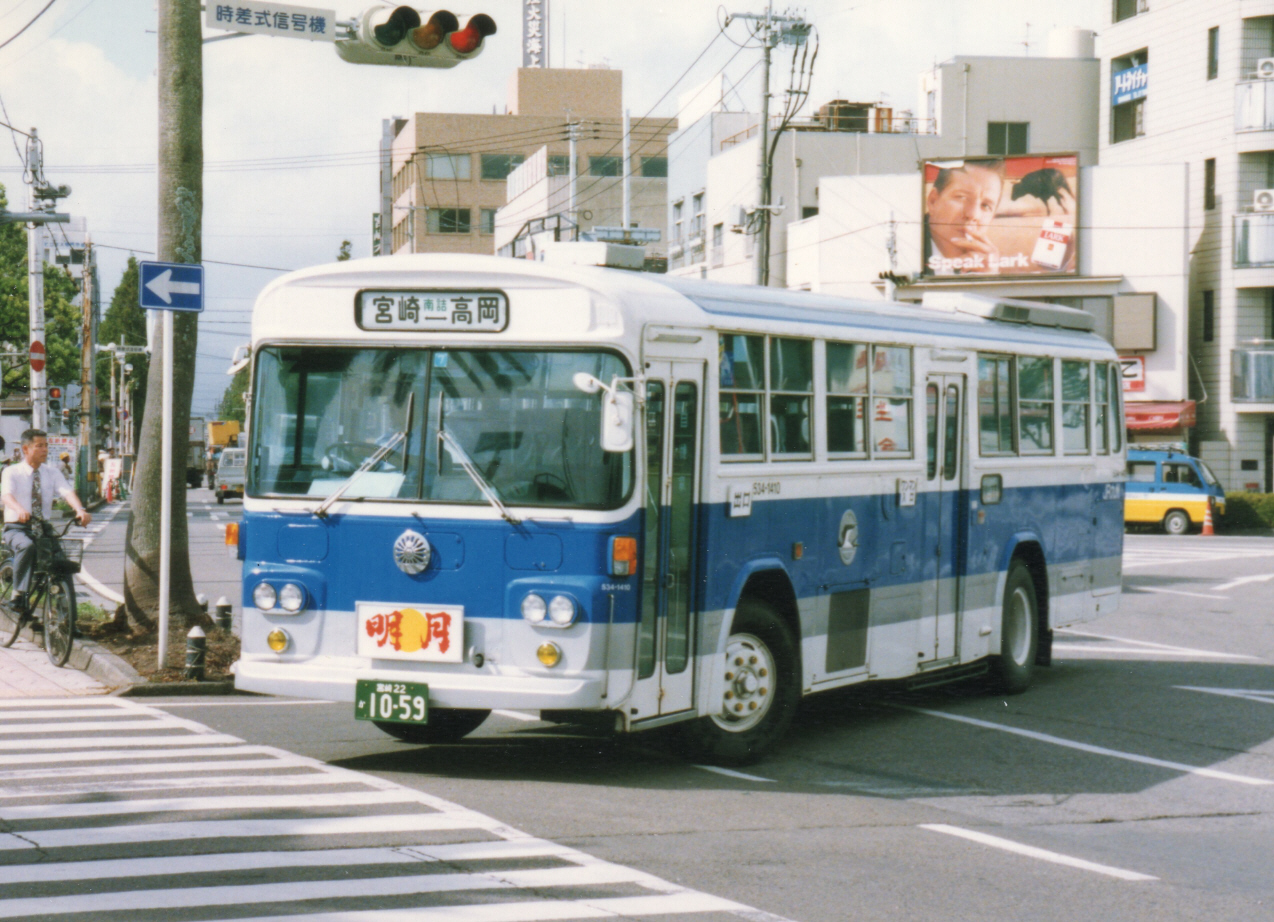
過去の車両
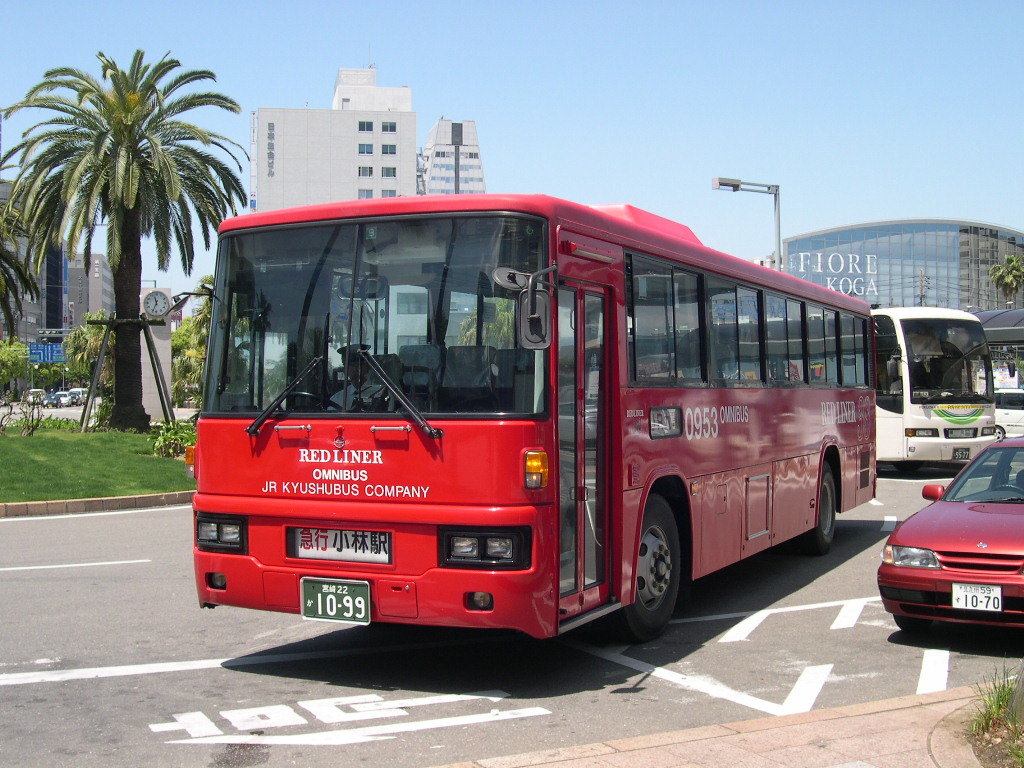
トップドア路線車
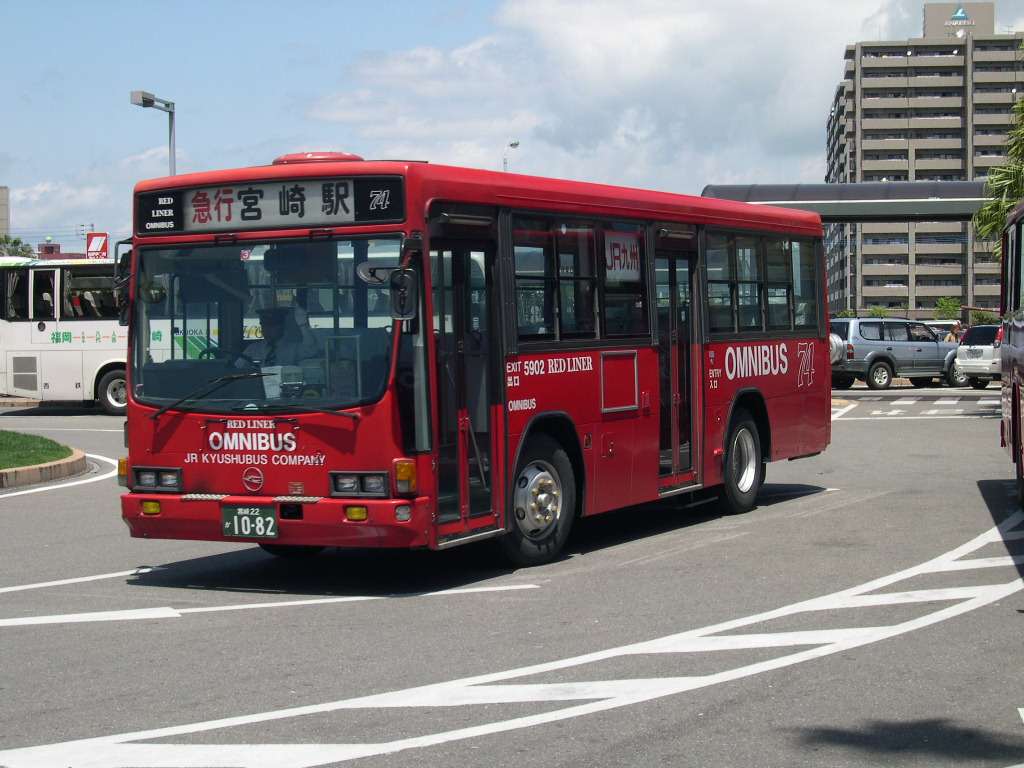
路線車

## 沿革
- 1934年（昭和9年）10月1日 - 宮崎駅～小林駅間開業[4][5]。宮崎自動車所開設。
- 1936年（昭和11年） - 宮崎自動車所を宮崎自動車区に改称。
- 1942年（昭和17年）3月27日 - 高岡町で宮崎発小林行きのバスが大淀川に転落する事故が発生。死者5人、重軽傷者28人。対向車を避けた場所の地盤が緩く14mの崖から転落したもの[6]。
- 1950年（昭和25年） - 宮崎自動車区を宮崎自動車営業所に改称。
- 1952年（昭和27年）6月1日 - 宮水流～穆佐校前～日向高岡間開業。
- 1954年（昭和29年）1月15日 - 野尻町～高崎新田駅間開業。
- 1954年（昭和29年）4月1日 - 小林駅～吉松間開業。
- 1979年（昭和54年）2月1日 - 貨物取り扱い廃止。
- 1985年（昭和60年）-1987年（昭和62年）頃 - 内畑～東原口、東原口～高崎新田、東原口～高原廃止。
- 1993年（平成5年）頃 - 宮崎市内の日豊本線連続立体交差化完成に伴い、宮崎自動車営業所を市内中心部[7]から宮崎駅南側の鉄道高架下へ移転。
- 2001年（平成13年）7月1日 - 自動車部門の分社化に伴い、ジェイアール九州バスに承継。宮崎自動車営業所は同社宮崎支店となる。
- 2002年（平成14年）頃 - ゆ～ぱるのじり開業により、乗り入れ開始。
- 2004年（平成16年）3月31日 - 全線廃止[1]。以後2011年3月までの間、宮崎支店の担当路線は高速バス福岡 - 宮崎線のみとなる[8][注釈 6]。
- 2014年4月（平成26年）、東九州自動車道の宮崎 - 延岡間全線開通を受けて、宮崎交通と共同で宮崎市～延岡市間を走る高速バスの運行が開始された[9]。宮崎市と延岡市間がバスで結ばれるのは1998年9月以来の16年ぶりとなる[9]。